# Ram Raiya
Ram Raiya oder Ram Raia ist eine von der Religionsgemeinschaft der Sikhs abgespaltene Gruppe, die auf Ram Rai, den ältesten Sohn von Har Rai (1630–1661), des 7. Gurus der Sikhs, zurückgeht. Nach dem Tod von Guru Har Rai versuchte Aurangzeb, seinen eigenen Mann zu installieren. Die Sikhs ignorierten dies jedoch und proklamierten ihren eigenen Nachfolger, Guru Tegh Bahadur. Dem Glossary of the Tribes and Castes of the Punjab and North-West Frontier Province zufolge sind sie bei der indischen Stadt Haridwar stark vertreten.